# Ялмар Меллін
Ялмар Меллін (повне ім'я Роберт Ялмар Меллін, фін. Robert Hjalmar Mellin 19 червня 1854, Лимінка, Велике князівство Фінляндське — 5 квітня 1933, Гельсінкі, Фінляндія) — фінський математик шведського походження. Ректор Гельсінського політехнічного інституту (1904–1907). Фахівець у галузі теорії функцій. Розробив інтегральне перетворення, назване його ім'ям — перетворення Мелліна.
Син лютеранського священика. Член Фінської академії наук.

## Життєпис
Ялмар Меллін народився 19 червня 1854 року в Лимінці (Північна Остроботнія), трохи південніше міста Оулу, приблизно за 600 км на північ від Гельсінкі.
Ялмар Меллін отримав шкільну освіту в Гямеенлінна, вступив до Гельсінського університету, студіював у відомого математика Міттаґ-Лефлера.
1881 захистив дисертацію, присвячену алгебраїчним функціям однієї комплексної змінної. Після цього двічі (1881 і 1882) їздив до Берліна для роботи під керівництвом Карла Вейерштрасса, а в 1883–1884 роках працював у Стокгольмі з Йостою Міттаґ-Лефлером.
З 1884 по 1891 рік — доцент Стокгольмського університету.
У 1884 році — старший викладач новоствореного Гельсінського політехнічного інституту. В 1904–1907 роках — ректор цього інституту, а з 1907 року — професор математики, аж до свого виходу на пенсію в 1926.
Член Фінської академії наук (1908).

## Наукові результати
Значна частина досліджень Ялмара Мелліна пов'язана з розробкою і використанням інтегрального перетворення, яке отримало його ім'я — перетворення Мелліна. Ядром інтегрального перетворення Мелліна є степенева функція {\displaystyle x^{s-1}}, А саме перетворення Мелліна від функції {\displaystyle f(x)} визначається як:
{\displaystyle \left\{{\mathcal {M}}f\right\}(s)=\varphi (s)=\int _{0}^{\infty }x^{s-1}f(x){\rm {d}}x} .
Зворотнє перетворення Мелліна описується формулою
{\displaystyle \left\{{\mathcal {M}}^{-1}\varphi \right\}(x)=f(x)={\frac {1}{2\pi i}}\int _{c-i\infty }^{c+i\infty }x^{-s}\varphi (s)\,{\rm {d}}s} ,
де інтегрування ведеться уздовж вертикальної прямої лінії в комплексній площині змінної s, при цьому вибір дійсного параметра c повинен задовільняти певні умови, зазначені в теоремі перетворення Мелліна.